# Cá ba chân
Cá ba chân, tên khoa học Bathypterois grallator, là một loài cá đáy biển sâu được tìm thấy ở các vĩ độ thấp. Chúng tương đối nổi tiếng từ hình ảnh và quan sát. Chúng dường như thích sử dụng tia vây kéo dài ở đuôi và hai vây chậu để đứng. Bathypterois grallator là loài lưỡng tính. Có ít nhất mười tám loài trong chi Bathypterois, một số trong đó tương tự về hành vi với Bathypterois grallator. Giống như rất nhiều sinh vật biển sâu, chúng có xu hướng phát triển lớn hơn hầu hết các loài cá nước nông. loài này phát triển đến chiều dài 3 feet và cao 4 feet (tính cả vây giống chân như của chúng).

## Sinh sản
Mỗi cá thể có cơ quan sinh sản của cả đực và cái. Nếu hai cá ba chân tình cờ gặp nhau, chúng sẽ giao phối. Tuy nhiên, nếu một cá ba chân không tìm thấy một bạn tình, nó sẽ tự kết hợp trứng và tinh trùng của nó để sinh ra con non của chính nó.